# ميخائيل ريتشارد كوت
ميخائيل ريتشارد كوت (بالإنجليزية: Michael Richard Cote)‏ هو كاهن كاثوليكي أمريكي، ولد في 19 يونيو 1949 في سانفورد في الولايات المتحدة.